# Peucedanum glaucopruinosum
Peucedanum glaucopruinosum är en flockblommig växtart som beskrevs av Karl Heinz Rechinger. Peucedanum glaucopruinosum ingår i släktet siljor, och familjen flockblommiga växter. Inga underarter finns listade i Catalogue of Life.